# علم نفس الطبقة الاجتماعية
علم نفس الطبقة الاجتماعية (بالإنجليزية: Psychology of social class) هو فرع من فروع علم النفس الاجتماعي مكرس لفهم كيفية تأثير الطبقة الاجتماعية على أفكار الفرد ومشاعره وسلوكياته. ففي حين أن الطبقة الاجتماعية كانت منذ فترة طويلة موضوعًا للتحليل في مجالات مثل علم الاجتماع والعلوم السياسية والأنثروبولوجيا والطب وعلم الأوبئة، فإن ظهورها في مجال علم النفس هو أكثر حداثة.

## تحديد الطبقة الاجتماعية
غالبًا ما يجري تعريف الطبقة الاجتماعية بشكل غير متسق، أو لا يجري تعريفها على الإطلاق، في العلوم الاجتماعية. تميل التعريفات إلى التركيز إما على الخصائص الأساسية للطبقة الاجتماعية (أي التعريفات المفاهيمية) أو على كيفية قياس الطبقة الاجتماعية (أي التعريفات التشغيلية). غالبًا ما تعرّف التعريفات المفاهيمية الطبقة الاجتماعية على أنها "هوية ثقافية تشمل كلاً من الموارد الموضوعية للشخص وترتيبه الذاتي بالنسبة للآخرين. "في حين أن التعريفات العملية تصف الطبقة الاجتماعية بأنها "انعكاس للوضع الاجتماعي للفرد، ويقاس بالدخل والتعليم والمهنة." بالإضافة إلى ذلك، غالبًا ما يجري استخدام مصطلحي الطبقة الاجتماعية والحالة الاجتماعية والاقتصادية بالتبادل لأن كلاهما يميل إلى التركيز على الموارد المادية أو الاقتصادية للفرد وعلى وضعه الاجتماعي بالنسبة للآخرين.
تختلف تعريفات الطبقة الاجتماعية أيضًا في مدى تأكيدها على العناصر الموضوعية أو الذاتية للطبقة الاجتماعية. تميل التعريفات الموضوعية إلى التركيز على الدخل والتعليم والمهنة وتشير إلى أنه يجري الوصول إلى طبقة اجتماعية أعلى من خلال امتلاك المزيد من المال، وأن تكون أكثر تعليماً، وأن تتمتع بمكانة مهنية أكبر من الآخرين. بدلاً من ذلك، تركز التعريفات الذاتية على مرتبة الأفراد المتصورة بالنسبة للآخرين وتشير إلى أنه يجري الوصول إلى طبقة اجتماعية أعلى من خلال اعتقاد المرء بأنهم في مرتبة أعلى من الآخرين لأنهم "يدركون أن لديهم المزيد من المال، وتعليم أكثر تقدمًا، و/ أو مهنة أرقى من غيرها".
بينما تظل تعريفات الطبقة الاجتماعية غير متسقة، تميل التعريفات في علم النفس الاجتماعي إلى التركيز على كل من العناصر الموضوعية والذاتية، وغالبًا ما تُعرّف الطبقة الاجتماعية باعتبارها بُعدًا للذات و/ أو الهوية الثقافية "المتجذرة في الموارد المادية الموضوعية والتصورات الذاتية لـ رتبة مقابل الآخرين".

## القياسات
على غرار تعريفات الطبقة الاجتماعية، تميل قياسات الطبقة الاجتماعية إلى التركيز على الأبعاد الموضوعية و/ أو الشخصية للطبقة.

### قياسات موضوعية
ركزت مقاييس الطبقة الاجتماعية الموضوعية في علم النفس بشكل أساسي على التعليم و/ أو الدخل و/ أو المهنة. غالبًا ما يُنظر إلى التحصيل التعليمي على أنه "بوابة" إلى الطبقة الاجتماعية العليا، وبالتالي غالبًا ما يُعتبر المقياس الأساسي للطبقة الاجتماعية. على سبيل المثال، يؤدي التعليم المتقدم إلى زيادة الدخل. والوصول إلى الشبكات المهنية. سيكسب الشخص الحاصل على شهادة جامعية لمدة أربع سنوات ضعف المال في حياته مثل شخص حاصل على شهادة الثانوية العامة. ومع ذلك، يوفر الدخل التقييم الأكثر مباشرة لوصول الناس إلى السلع المادية (مثل الطعام والملبس والمأوى) ويتنبأ أيضًا بمجموعة من المتغيرات النفسية مثل الرفاهية، الثقة الاجتماعية، الشخصية، والسلوك الاجتماعي الإيجابي. توفر مهنة الفرد أيضًا إشارات مهمة للطبقة الاجتماعية. في علم النفس، غالبًا ما يجري قياس المهنة على شكل المكانة المهنية، أو الإعجاب والاحترام الممنوحين لوظيفة معينة في المجتمع. على سبيل المثال، تميل الوظائف ذات المكانة المهنية الأعلى إلى أن تحظى بإعجاب واحترام أكبر داخل المجتمع، وغالبًا ما يشغلها أولئك الذين يجري تعون بمستويات عالية من التحصيل العلمي وعادة ما تأتي بمرتبات أعلى (مثل المحامين والأطباء). بدلاً من ذلك، تميل المهن ذات المكانة الأدنى إلى أن تكون أقل إعجابًا واحترامًا في المجتمع، وتدفع أموالًا أقل، وغالبًا ما يشغلها أشخاص أقل تعليماً (مثل عمال البناء، عمال النظافة).

### قياسات ذاتية
في حين أن المقاييس الموضوعية مثل التعليم والدخل والمهنة هي مؤشرات مهمة للطبقة الاجتماعية، فقد وجد أن التصورات الذاتية للناس عن مكان جلوسهم بالنسبة للآخرين تؤثر على الأداء النفسي بما يتجاوز التدابير الموضوعية. مقياس ماك آرثر للحالة الاجتماعية الذاتية نسخة محفوظة 7 مايو 2021 على موقع واي باك مشين. هو المقياس الأكثر استخدامًا لمرتبة الطبقة الاجتماعية بالنسبة للآخرين. في هذا المقياس، يُطلب من الأشخاص ترتيب أنفسهم على سلم مكون من 10 درجات والتي تمثل مستويات تصاعدية للدخل والتعليم والوظيفة:
 فكر في هذا السلم على أنه يمثل موقف الناس في الولايات المتحدة.
في أعلى السلم، يوجد الأشخاص الأفضل حالًا - أولئك الذين لديهم أكبر قدر من المال، وأكثر تعليمًا، وأكثر الوظائف احترامًا. في الجزء السفلي يوجد الأشخاص الأكثر سوءًا - الذين لديهم أقل المال، والأقل تعليمًا، والوظائف الأقل احترامًا أو ليس لديهم وظيفة. كلما صعدت على هذا السلم، كلما اقتربت من الأشخاص الموجودين في القمة ؛ كلما كنت أدنى، كلما اقتربت من الأشخاص الموجودين في الأسفل.
أين تضع نفسك على هذا السلم؟
الرجاء وضع علامة "X" كبيرة على الدرجة حيث تعتقد أنك تقف في هذا الوقت من حياتك، مقارنةً بالأشخاص الآخرين في الولايات المتحدة 
يمكن أيضًا تكييف هذا المقياس بسهولة ليعكس التصنيف النسبي بين المجتمع المحلي للفرد أو المجموعات الفرعية في المجتمع. على سبيل المثال، بدلاً من "... في الولايات المتحدة"، يمكن قياس تصورات المرتبة الذاتية في مجتمع الفرد عن طريق استبدال هذا النص بعبارة "... في مجتمعاتهم" ومطالبتهم بوضع أنفسهم على السلم "بالنسبة إلى أشخاص آخرين في مجتمعهم ". يوضح البحث باستخدام سلالم المستوى المحلي والمجتمعي أن التصورات الذاتية للطبقة الاجتماعية للفرد بالنسبة للآخرين هي أبعاد مهمة ومميزة للطبقة الاجتماعية.

## الأبحاث

### الطبقة الاجتماعية بوصفها هوية ثقافية
في المرحلة الأولى من البحث في علم نفس الطبقة الاجتماعية، جرى تصور الطبقات الاجتماعية كشكل من أشكال الهوية الثقافية. بهذا المعنى، يأتي الأفراد لتجسيد الأفكار والمشاعر والسلوكيات الخاصة بالفئة من خلال المعايير والقيم والتوقعات التي يتقاسمها الآخرون من خلفيات اجتماعية مماثلة. ثم يجري التعبير عن هذه المعايير والقيم والتوقعات من خلال الممارسات الثقافية مثل استهلاك الطعام، والذوق في الفن والموسيقى، واللغة، والملابس، وطرق التعبير عن الذات والتكيف مع الآخرين. يؤكد التفسير النظري الأول الذي يفترض أن الطبقة الاجتماعية على أنها هوية ثقافية أن الطبقة الاجتماعية تعكس أكثر من مجرد الموارد المادية التي يمتلكها الأفراد، وأن الموارد الموضوعية تشكل الممارسات والسلوكيات الثقافية للفرد التي تشير إلى الطبقة الاجتماعية. يعرض الأفراد مواردهم الموضوعية (على سبيل المثال، التحصيل العلمي، وثروة الأسرة / دخلها، والمكانة المهنية) من خلال الإشارات المتعلقة بالفصل (على سبيل المثال، رموز الثروة، أو التعليم، أو المهنة، والتفضيلات الجمالية، والسلوك الاجتماعي). من خلال هذه الإشارات المتعلقة بالطبقة، يقدم الأفراد المعلومات اللازمة لمقارنة طبقتهم الاجتماعية بطبقة الآخرين. ثم تفصل هذه المقارنات الأشخاص إلى فئات اجتماعية مختلفة تصبح أساسًا للفهم الشخصي للفرد لمرتبة طبقتهم الاجتماعية مقابل الآخرين وتؤدي إلى نتائج نفسية وسلوكية مختلفة للأفراد من الطبقة الاجتماعية المنخفضة مقابل الطبقة الاجتماعية العالية.

### مفاهيم الذات
دعمًا لفكرة أن الطبقة الاجتماعية هي هوية ثقافية، بخلاف الاختلافات في الموارد الهيكلية والمهارات الفردية، يواجه الأشخاص من خلفيات الطبقة الاجتماعية الدنيا أيضًا حواجز ثقافية تحافظ على الفوارق بين الطبقات الاجتماعية. في الولايات المتحدة، تعزز سياقات الطبقات الاجتماعية المختلفة نماذج ثقافية مختلفة للذات. بسبب قلة الموارد المالية، وزيادة القيود البيئية، وقلة فرص الاختيار، تميل سياقات الطبقة العاملة أو الطبقة الاجتماعية المنخفضة إلى تعزيز نموذج الاعتماد المتبادل على الذات. للتنقل بشكل فعال في هذه السياقات، يجب على أفراد الطبقة الاجتماعية المنخفضة الاعتماد على الآخرين والعمل معهم للحصول على المساعدة المادية والدعم. في المقابل، توفر سياقات الطبقة الوسطى أو الطبقة الاجتماعية العليا وصولاً أكبر إلى رأس المال الاقتصادي والمزيد من الفرص للاختيار، تعزيز نموذج مستقل للذات. لكي يكونوا فعالين في هذه السياقات، يجب عليهم تعلم كيفية التأثير على الآخرين، وتحدي الوضع الراهن، والتعبير عن اهتماماتهم الشخصية.
على الرغم من أن كلا النموذجين من الذات يمكن أن يكونا مفيدًا للغاية، إلا أن مؤسسات البوابة الأمريكية (مثل التعليم العالي) تميل إلى إعطاء الأولوية للاستقلال باعتباره النموذج الثقافي المثالي. في التعليم العالي، الذي يمكن القول أنه أحد أهم بوابات الحراك الاجتماعي، غالبًا ما يقوم المسؤولون والمعلمون بسن نموذج مستقل للذات عند وضع افتراضات حول كيفية تحفيز الطلاب وتعلمهم وتفاعلهم مع الآخرين. يُتوقع من الطلاب التعبير عن تفضيلاتهم الشخصية، وتمهيد مساراتهم الخاصة، وتحدي الأعراف والقواعد. تشير الأبحاث إلى أنه عندما يلتحق الأشخاص من خلفيات الطبقة العاملة بالمؤسسات التي تعطي الأولوية للاستقلال، فإنهم يواجهون عدم توافق ثقافي. يمكن أن تؤدي تجربة عدم التوافق الثقافي إلى شعور الأشخاص من خلفيات الطبقة العاملة بعدم الارتياح لسن السلوكيات المستقلة المطلوبة للوصول إلى مؤسسات البوابة. على سبيل المثال، من غير المرجح أن يتقدم الطلاب من خلفيات الطبقة العاملة إلى جامعات انتقائية، ويشعرون بعدم الارتياح لفصل أنفسهم عن عائلاتهم ومجتمعاتهم، ويكونون أكثر ترددًا في متابعة مسارات القوة التنظيمية عندما يتطلب ذلك سلوكًا قائمًا على المصلحة الذاتية. حتى عندما يحصل هؤلاء الطلاب على القبول في هذه المؤسسات، فإن عدم التوافق الثقافي الذي يواجهونه يمكن أن يعيق فرصتهم في النجاح. عندما لا يجري تضمين الأعراف الثقافية للأفراد في المؤسسات، فإنهم يشعرون بعدم الارتياح ويقل أداءهم وفقًا لإمكانياتهم. بالإضافة إلى ذلك، فإن إظهار السلوكيات المترابطة مثل التواضع، بدلاً من السلوكيات المستقلة مثل الثقة، يؤدي إلى تقييمات أداء أكثر سلبية.

### الارتباط بالآخرين
تستنبط مفاهيم الذات أيضًا طرقًا خاصة بالطبقة للتواصل مع الآخرين. تميل المعايير المترابطة لسياقات الطبقة الاجتماعية المنخفضة إلى توليد استجابة اجتماعية أكبر مما يقود الأشخاص من خلفيات الطبقة الاجتماعية الدنيا إلى فهم مشاعر الآخرين بشكل أكثر دقة والانخراط في سلوك أكثر دعمًا للمجتمع. على سبيل المثال، يميل أفراد الطبقة العليا إلى إظهار المزيد من علامات فك الارتباط وعلامات مشاركة أقل من نظرائهم من الطبقة الدنيا أثناء التفاعل مع الغرباء (كراوس وكيلتنر، 2009) يميل أفراد الطبقة الاجتماعية الدنيا أيضًا إلى إدراك مشاعر الناس بشكل أكثر دقة لأنهم يولون اهتمامًا أكبر للإشارات السياقية. علاوة على ذلك، يميل الأشخاص ذوو الدخل الأسري المنخفض إلى التبرع بنسبة أعلى من رواتبهم للجمعيات الخيرية مقارنة بأولئك الذين ينتمون إلى الأسر ذات الدخل المرتفع، ومن المرجح أن يتصرفوا بشكل مؤيد للمجتمع تجاه الآخرين. تشير الأبحاث أيضًا إلى أنه مقارنة بأفراد الطبقة الاجتماعية الأعلى، فإن أفراد الطبقة الاجتماعية الدنيا لديهم قيم أكثر مساواة، ومن المرجح أن يساعدوا الغرباء في الضيق، ويثقون بالآخرين أكثر. على العكس من ذلك، فإن الأشخاص الذين يُنظر إليهم على أنهم من الطبقة الاجتماعية الدنيا هم أقل عرضة لتلقي المساعدة من الآخرين مقارنة بمن يُنظر إليهم على أنهم من طبقة اجتماعية أعلى.

## العلاقة مع الأبعاد الأخرى

### القوة والمكانة
سعت الأبحاث الحديثة إلى تمييز الطبقة الاجتماعية عن الأبعاد الأخرى للتسلسل الهرمي، مثل السلطة، أو "سيطرة الشخص النسبية على الموارد والقدرة على التأثير على الآخرين، والمكانة، أو" مستوى احترام الفرد وإعجابه من الآخرين." على الرغم من الترابط المتبادل، تشير الأدلة التجريبية إلى أن الطبقة الاجتماعية، المقاسة بشكل موضوعي وذاتي، لا يمكن اختزالها إلى القوة أو المكانة وأن العلاقات بين الطبقة الاجتماعية والسلطة والمكانة صغيرة إلى معتدلة.
بيف وآخرون (2012) وجد أن أفراد الطبقة العليا ينخرطون في سلوك غير أخلاقي أكثر من أفراد الطبقة الدنيا لعدد من الأسباب. قد تساهم عوامل مثل استقلالهم النسبي عن الآخرين، وزيادة الخصوصية، وقيود هيكلية أقل، والمزيد من الموارد للتعامل بنجاح مع التداعيات المحتملة، ومشاعر الاستحقاق في النتائج التي تفيد بأن الطبقة العليا مرتبطة بمعدلات أعلى من المخالفات.

### الطبقة الاجتماعية والصحة العقلية
يمكن أن يكون للطبقة الاجتماعية تأثير كبير على الصحة العقلية. من المقبول عمومًا أن هناك تركيزًا أعلى للأمراض العقلية بين أولئك الذين ينتمون إلى الطبقات الاجتماعية الدنيا. يقترح الكثيرون أن هذا يرجع إلى زيادة ضغوط العيش في طبقة أدنى. من أمثلة هذه الضغوطات مكان الإقامة غير المستقر، وانعدام الأمن الغذائي، والافتقار إلى الوصول إلى الموارد المهمة، والديون، وما إلى ذلك يمكن أن يؤثر عدم المساواة الاقتصادية بشكل مباشر على جودة الرعاية التي يتلقاها المرضى بالإضافة إلى إمكانية الوصول إلى الرعاية. يتسبب عدم المساواة الاقتصادية التي يواجهها الأفراد في حدوث هذه المشكلات بعدة طرق، بما في ذلك عدم القدرة على تحمل تكاليف السفر إلى عيادة الصحة العقلية، وتداخل ساعات العمل مع ساعات العيادة، وما إلى ذلك

### العرق والجنس
ارتبطت الطبقة الاجتماعية بفئات اجتماعية أخرى قائمة على الحالة والتي تؤثر أيضًا على مفاهيم الذات وكيفية ارتباط الأفراد بالآخرين. على سبيل المثال، على غرار الطبقة الاجتماعية المنخفضة، يميل كونك أنثى (مقارنة بكونك ذكر) إلى تعزيز المزيد من المعايير المترابطة فيما يتعلق بالآخرين وتميل الأقليات العرقية ذات المكانة الأدنى (أي الأمريكيون من أصل أفريقي) إلى إظهار المزيد من المعايير العلائقية مقارنة بـ أعضاء الأغلبية العرقية (أي الأوروبيين الأمريكيين). تؤثر الطبقة والعرق والجنس أيضًا على شعور الأفراد بالانتماء في المؤسسات الأكاديمية. يميل الطلاب من خلفيات الطبقة الاجتماعية الدنيا إلى الشعور بقلق متزايد حول تأكيد الصور النمطية السلبية حول طبقتهم الاجتماعية عندما يجري تأطير الاختبار على أنه تشخيص للقدرة، ونتيجة لذلك يكون أداءهم أسوأ نتيجة لذلك. يوازي هذا البحث حول دور تهديد الصورة النمطية في أداء الأقليات العرقية والنساء في الأوساط الأكاديمية.
علاوة على ذلك، تتشابك الطبقة الاجتماعية إلى حد كبير مع التمثيلات العقلية لفئات الهوية الأخرى (أي العرق). على سبيل المثال، غالبًا ما يجري تصوير الأشخاص السود على أنهم غير أذكياء وكسالى وغير نزيهين، بينما يجري تصوير الأشخاص البيض على أنهم أذكياء ومتحمسون ومنتجون. يكشف تحليل إضافي للصور النمطية القائمة على الهوية عن تداخل مباشر بين الصور النمطية المرتبطة بكونك أسودًا وفقيرًا (على سبيل المثال، غير ذكي)، وتلك المرتبطة بكونك أبيض وغنيًا (على سبيل المثال، كفؤ). تلعب هذه الصور النمطية دورًا محوريًا في كيفية تفسير الأفراد وتصنيفهم. على سبيل المثال، يميل المراقبون إلى تصنيف شخص متعرق بشكل غامض على أنه أسود عندما يرتدي الفرد ملابس ذات مكانة منخفضة وكأبيض عندما يرتدي الفرد ملابس ذات مكانة عالية. بالإضافة إلى ذلك، فإن التمثيلات العقلية لأفراد الطبقة الاجتماعية المنخفضة تميل إلى أن تكون من السود، في حين أن التمثيلات العقلية لأفراد الطبقة الاجتماعية العالية تميل إلى أن تكون من الأشخاص البيض.

## أنظر أيضا
- الوعي الطبقي
- علم النفس الاجتماعي
- الطبقة الاجتماعية
- عدم المساواة الاجتماعية